# André Bricka
Pour les articles homonymes, voir Bricka.
André Bricka, né le 7 février 1922 à Strasbourg et mort le 15 octobre 1999 dans la même ville, est un peintre paysagiste français. Élève d'André Lhote, il peint l'Alsace, mais également la Provence, l'Italie et la Grèce où il séjourne une partie de l'année à partir de 1975.